# IC 5064
IC 5064 ist eine Balken-Spiralgalaxie vom Hubble-Typ SBa im Sternbild Indianer am Südsternhimmel. Sie ist schätzungsweise 145 Millionen Lichtjahre von der Milchstraße entfernt.
Das Objekt wurde am 17. Mai 1904 von Royal Harwood Frost entdeckt.